# 萨劳兹德
萨劳兹德，是匈牙利托尔瑙州所辖的一个村，总面积7.78平方公里，总人口238，人口密度30.6人/平方公里（2010年1月1日）。